# Карлос Мояно
Карлос Мария Мояно (на испански: Carlos María Moyano) е аржентински изследовател и военен топограф.

## Произход и младежки години (1854 – 1876)
Роден е на 4 ноември 1854 година в Мендоса, Аржентина, в семейство на земеделец. На 20-годишна възраст става военноморски офицер. През 1876 г. служи на капитан Луис Пиедрабуена на шхуната „Санта Круз“.

## Експедиционна дейност (1876 – 1887)

### Участие в експедицията на Франсиско Морено (1876 – 1877)
През 1876 – 1877 г. участва в експедицията на Франсиско Морено като топограф. През 1876 г. тръгват от долното течение на река Чубут и достигат на юг до устието на река Санта Крус. През 1877 двамата се изкачват по Санта Крус и окончателно откриват извора ѝ – езерото Архентино (1466 км2, 50°15′ ю. ш. 72°30′ з. д.), и че в него от север се влива река Леона, изтичаща от езерото Виедма. Още по-нагоре и по-на север на 14 февруари откриват езерото Сан Мартин (1010 км2), оттичащо се в Тихия океан – в Бейкър фиорд.

### Експедиции в Патагония (1878 – 1886)
През 1878 г. е повишен в чин лейтенант и му е поверено ръководството на военна експедиция в Патагония. Проследява и картира долното течение на река Сенгер, вливаща се от юг в езерото Мустерс, а при пълноводие и в езерото Колуе-Уапи. В устието на река Санта Крус основава селище, което става изходна база за неговите експедиции, а след това и за експедициите на други изследователи.
Следващата година отново е на път, този път стига чак до Пунта Аренас, на брега на Магелановия проток.
През 1880 – 1881 г. в ново пътешествие се изкачва по река Рио Чико (Южна) до извора ѝ, тръгва на север, покрай източните склонове на Патагонските Анди и открива горното течение на река Рио Десеадо, извираща от масива Сабальос (2746 м). На север от масива, на 215 м надморска височина, открива най-голямото аржентинско езеро Буенос Айрес (2400 км2, 46°25′ ю. ш. 72°00′ з. д. / 46.416667° ю. ш. 72° з. д.), оттичащо се чрез река Бейкър в залива Бейкър на Тихия океан. От там продължава на север и на 46º ю.ш. изследва горния басейн на река Сенгер, събираща водите си по източните склонове на Патагонските Анди между 44º и 46º ю.ш. Спуска се по Сенгер до езерата Мустерс и Колуе-Уапи и по река Рио Чико (Северна) и по река Чубут достига до океана. Това му пътуване допринася за утвърждаването на Аржентина върху тези територии и потвърждава наличието на удобни райони за развитие на животновъдство.
През 1881 г. е представител на Аржентина на Международния географски конгрес във Венеция. След завръщането от конгреса прави ново пътуване в Патагония, като близо до брега открива големи залежи на въглища и каолин.
През 1883 г. извършва нова експедиция в най-южните части на Патагонските Анди, създава няколко населени места, в които пристигат заселници и по този начин окончателно утвърждава аржентинското присъствие в спорния с Чили район. На следващата година е назначен за първи управител на провинция Санта Крус. Организира създаването на нови селища – Пуерто Санта Крус, Рио Галегос и Пуерто Десеадо, и развива усилена дейност по тяхното заселване. През 1885 г. пътува до Фолкландските острови, където закупува овце за новите колонии. Там се запознава, а след това и оженва за дъщерята на британския управител на островите.

### Експедиция на Огнена земя (1886 – 1887)
През 1886 и 1887 г. извършва експедиция на остров Огнена земя и основава най-южния град на света Ушуая.

### Резултати
Седемте проведени от Мояно експедиции в Патагония утвърждават присъствието на Аржентина в Патагония и на Огнена земя, откриват нови пътища и речни системи, по които масово прииждат нови заселници в изследваните територии. Общата дължина на изминатия път от Мояно по време на неговите пътувания надхвърля 8500 km.

## Следващи години (1887 – 1910)
През 1887 г. напуска поста губернатор на провинция Санта Крус и се връща в Буенос Айрес. От 1892 до 1905 г. е директор на Службата по демаркацията на аржентинско-чилийската граница в Министерството на външните работи на Аржентина.
Умира на 7 октомври 1910 година в Буенос Айрес на 55-годишна възраст.

## Трудове
- „A través de la Patagonia“, (1881, съавтор).